# Ring My Bell
«Ring My Bell» es una canción interpretada por la cantante estadounidense Anita Ward. Fue publicada como sencillo el 25 de mayo de 1979 a través de Juana Records.
«Ring My Bell» permaneció en el puesto #1 en la lista de los Hot 100 de la revista Billboard durante dos semanas. Fue certificado disco de oro por la Industria Fonográfica Británica (BPI) el 1 de julio de 1979.

## Escritura y temática
La canción fue escrita por Frederick Knight originalmente para Stacy Lattisaw, entonces de once años, como una canción adolescente sobre niños hablando por teléfono. Cuando Lattisaw firmó con un sello diferente, se le pidió a la cantante y música estadounidense Anita Ward que la cantara en su lugar, y se convirtió en su único gran éxito.
La letra se refiere a una mujer que anima a su pareja a relajarse con ella después de un duro día de trabajo. La letra “You can ring my bell” se consideró sexualmente sugerente según el libro de 1984, The Slanguage of Sex: “‘You can ring my bell any time you want to’ se consideraría una frase de ‘vamos’ en los Estados Unidos si lo usa una mujer’, y “canciones como «Ring My Bell» de Anita Ward apenas causaron una ceja levantada en los años 1970”. La revista Billboard incluyó la canción en su lista de las 50 canciones más sexys de todos los tiempos. El compositor Frederick Knight, sin embargo, dijo que deliberadamente evitó cualquier letra demasiado sugerente, queriendo proyectar una imagen limpia de Ward.

## Galardones
| Año  | Premio         | Categoría                                  | Resultado | Ref.  |
| ---- | -------------- | ------------------------------------------ | --------- | ----- |
| 1980 | Premios Grammy | Mejor interpretación vocal de R&B femenina | Nominado  | [ 6 ] |

## Posicionamiento

### Gráfica semanal
| Gráfica (1979)                                   | Pico de posición |
| ------------------------------------------------ | ---------------- |
| Alemania (Official German Charts)                | 3                |
| Australia (Kent Music Report)                    | 3                |
| Austria (Ö3 Austria Top 40)                      | 3                |
| Bélgica (Flandes) (Ultratop 50 Singles)          | 4                |
| Canadá (RPM Adult Contemporary)                  | 1                |
| Canadá (RPM Top Dance/Urban Singles)             | 1                |
| Canadá (RPM Top Singles)                         | 1                |
| España (PROMUSICAE)                              | 1                |
| Estados Unidos (Billboard Dance Club Songs)      | 1                |
| Estados Unidos (Billboard Hot 100)               | 1                |
| Estados Unidos (Billboard Hot R&B/Hip-Hop Songs) | 1                |
| Estados Unidos (Cashbox Top 100)                 | 1                |
| Finlandia (Suomen virallinen lista)              | 3                |
| Francia (IFOP)                                   | 2                |
| Irlanda (Irish Singles Chart)                    | 2                |
| Italia (Musica e dischi)                         | 9                |
| Noruega (VG-lista)                               | 1                |
| Nueva Zelanda (Recorded Music NZ)                | 1                |
| Países Bajos (Nederlandse Top 40)                | 2                |
| Países Bajos (Single Top 100)                    | 8                |
| Reino Unido (UK Singles Chart)                   | 1                |
| Sudáfrica (Springbok Radio)                      | 3                |
| Suecia (Sverigetopplistan)                       | 2                |
| Suiza (Schweizer Hitparade)                      | 5                |

| Gráfica (1990)                 | Pico de posición |
| ------------------------------ | ---------------- |
| Reino Unido (UK Singles Chart) | 99               |

| Gráfica (2022)   | Pico de posición |
| ---------------- | ---------------- |
| Hungría (MAHASZ) | 17               |

### Gráfica de fin de año
| Gráfica (1979)                                   | Pico de posición |
| ------------------------------------------------ | ---------------- |
| Alemania (Official German Charts)                | 34               |
| Australia (Kent Music Report)                    | 31               |
| Austria (Ö3 Austria Top 40)                      | 15               |
| Bélgica (Flandes) (Ultratop 50 Singles)          | 19               |
| Canadá (RPM Top Singles)                         | 17               |
| Estados Unidos (Billboard Hot 100)               | 9                |
| Estados Unidos (Billboard Hot R&B/Hip-Hop Songs) | 2                |
| Estados Unidos (Cashbox Top 100)                 | 6                |
| Francia (IFOP)                                   | 22               |
| Nueva Zelanda (Recorded Music NZ)                | 27               |
| Países Bajos (Nederlandse Top 40)                | 16               |
| Países Bajos (Single Top 100)                    | 95               |

### Gráfica de todos los tiempos
| Gráfica (1958–2018)                | Pico de posición |
| ---------------------------------- | ---------------- |
| Estados Unidos (Billboard Hot 100) | 340              |

## Certificaciones y ventas
| País                  | Certificación | Ventas  |
| --------------------- | ------------- | ------- |
| Canadá (Music Canada) | Platino       | 150,000 |
| Reino Unido (BPI)     | Oro           | 500,000 |